# Adenophorus tamariscinus
Adenophorus tamariscinus là một loài dương xỉ trong họ Polypodiaceae. Loài này được Hook. & Grev. mô tả khoa học đầu tiên.

## Hình ảnh

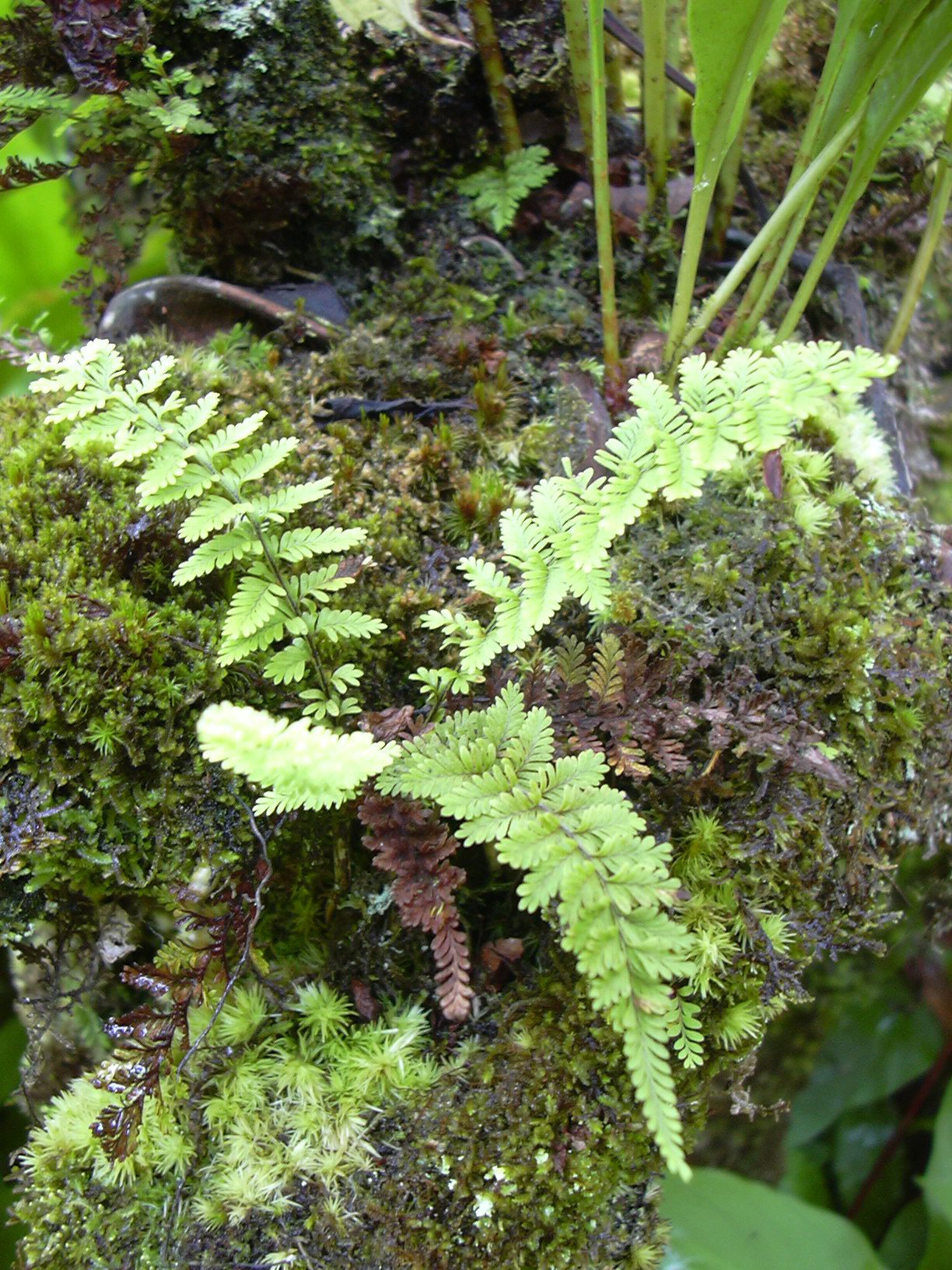
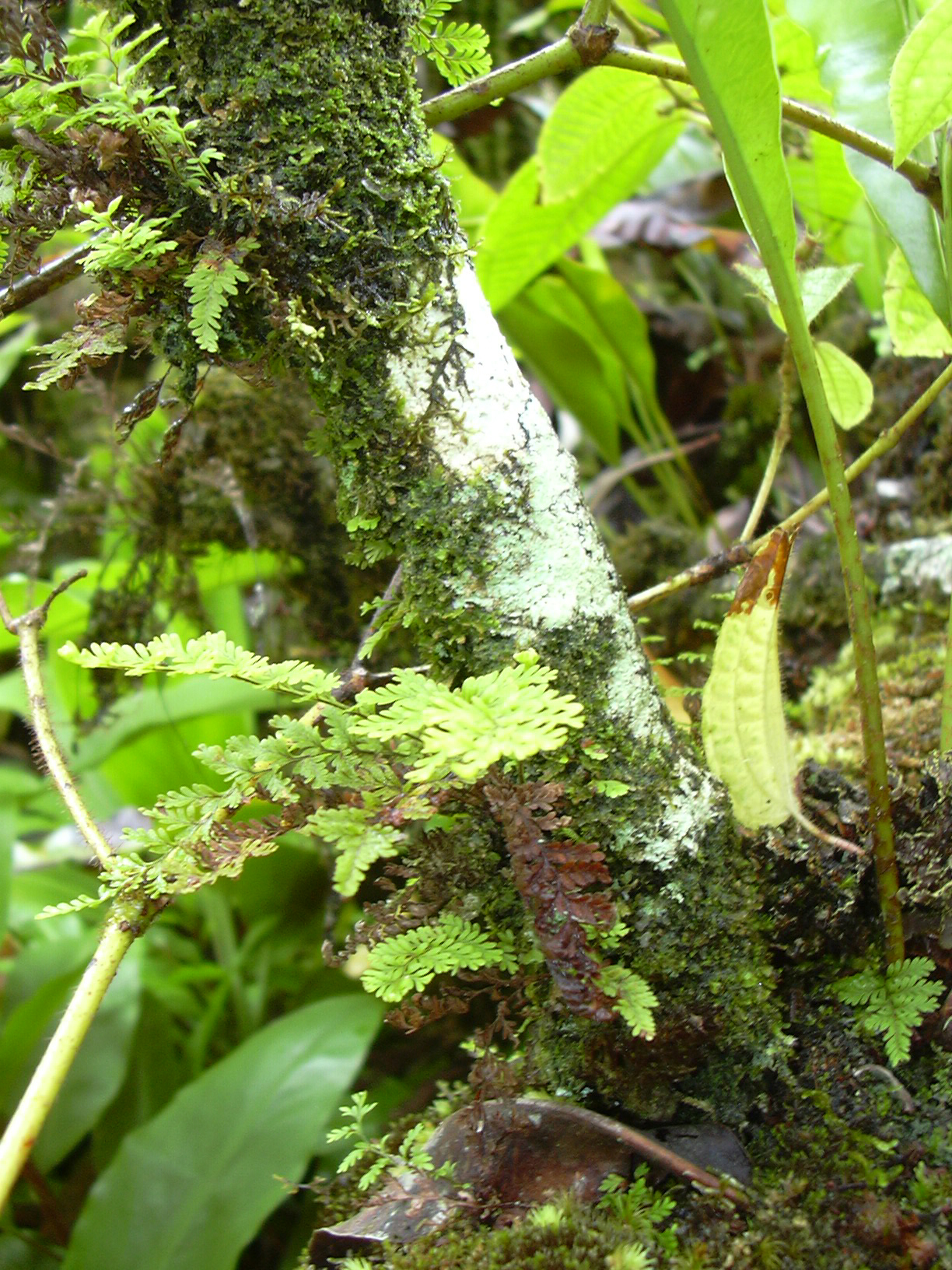
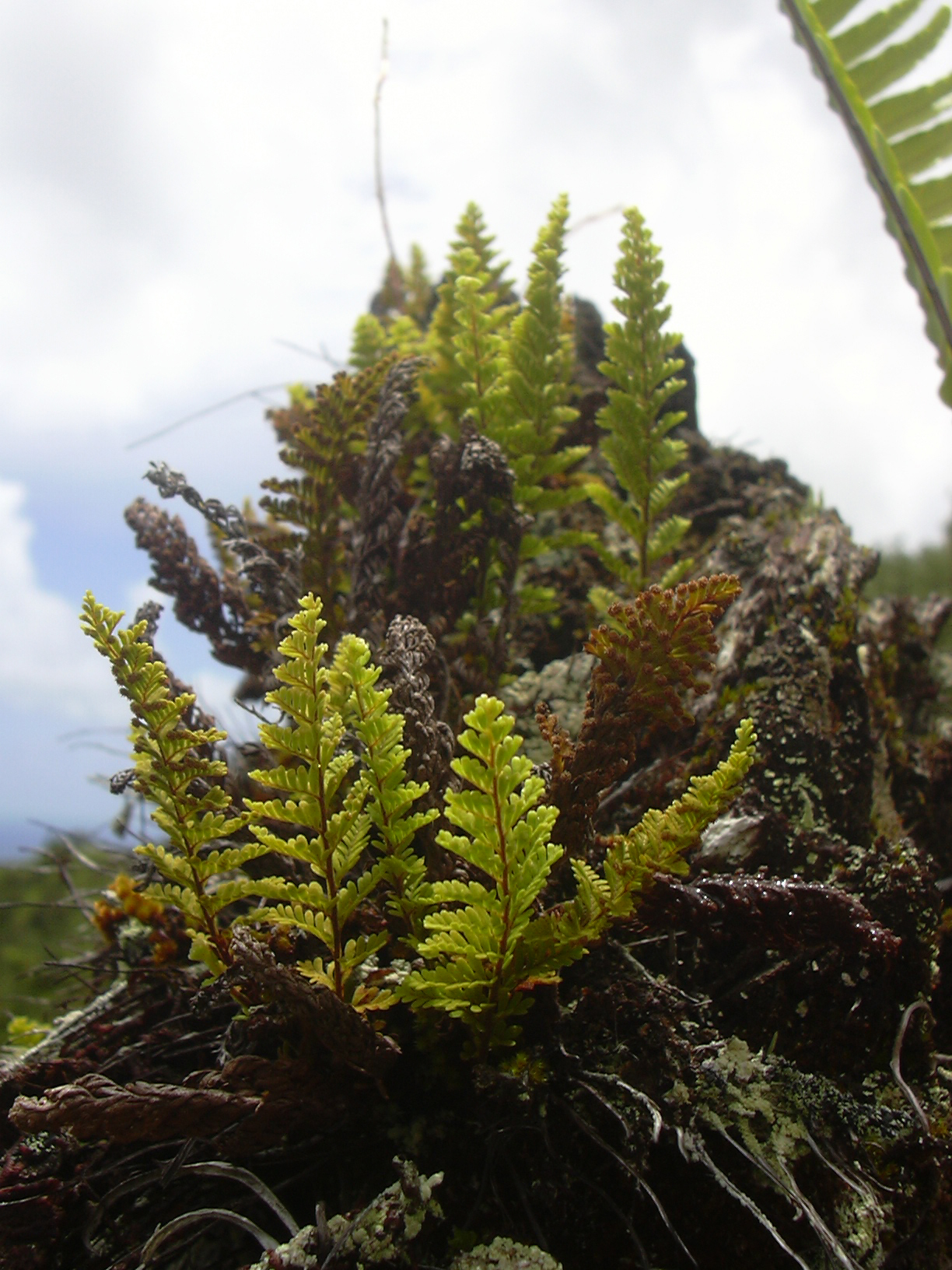
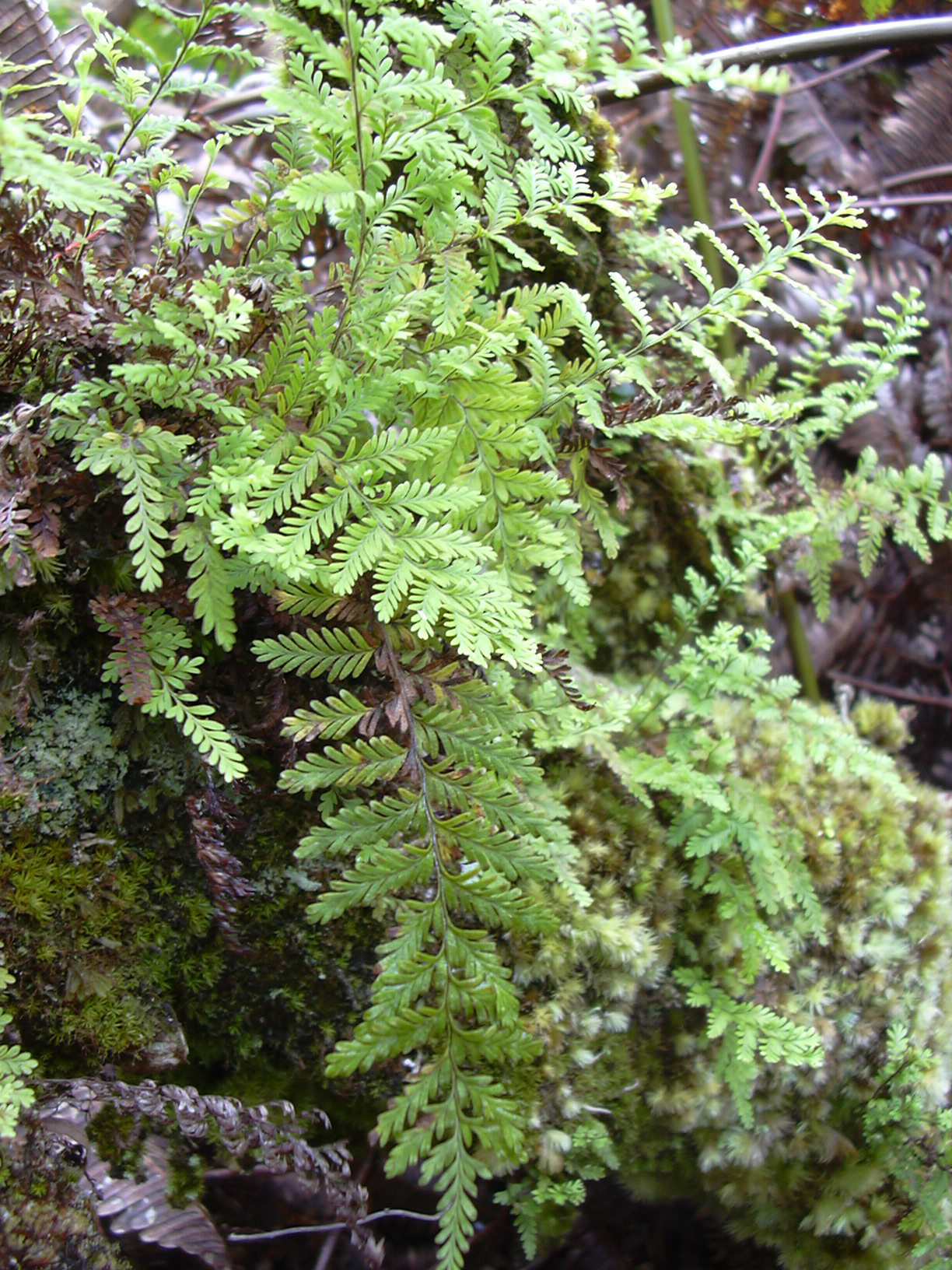